# مساك سطفت
مساك سطفت هو منحدر ضخم من الحجر الرملي في جنوب غرب ليبيا. تقع على ارتفاع يصل إلى 300 متر (980 قدمًا). النتوءات البارزة وفيرة في الفن الصخري في عصور ما قبل التاريخ والأدوات الحجرية ، لا سيما في موقع وادي ماثندوس.

## الفن الصخري
هناك العديد من المنحوتات المميزة والكبيرة التي تعود إلى عصور ما قبل التاريخ في جرف مساك سطفت ، خاصة في وادي ماثندوس. تُغطى أحجار البروز المكشوفة بالورنيش الداكن أو الزنجار الذي يحتوي على معادن غير موجودة حاليًا في الحجر الرملي. من المحتمل أن يكون الزنجار الذي يبلغ سمكه ميكرون من أكاسيد الحديد والمنغنيز قد تم وضعه على الصخر عندما كانت المنطقة أكثر رطوبة، منذ ما يصل إلى 5000 عام. ربما تم خدش غالبية المنحوتات الصخرية في المنطقة أولاً ثم الأرض، على الأرجح بالماء، لإنشاء تشطيب هادف.

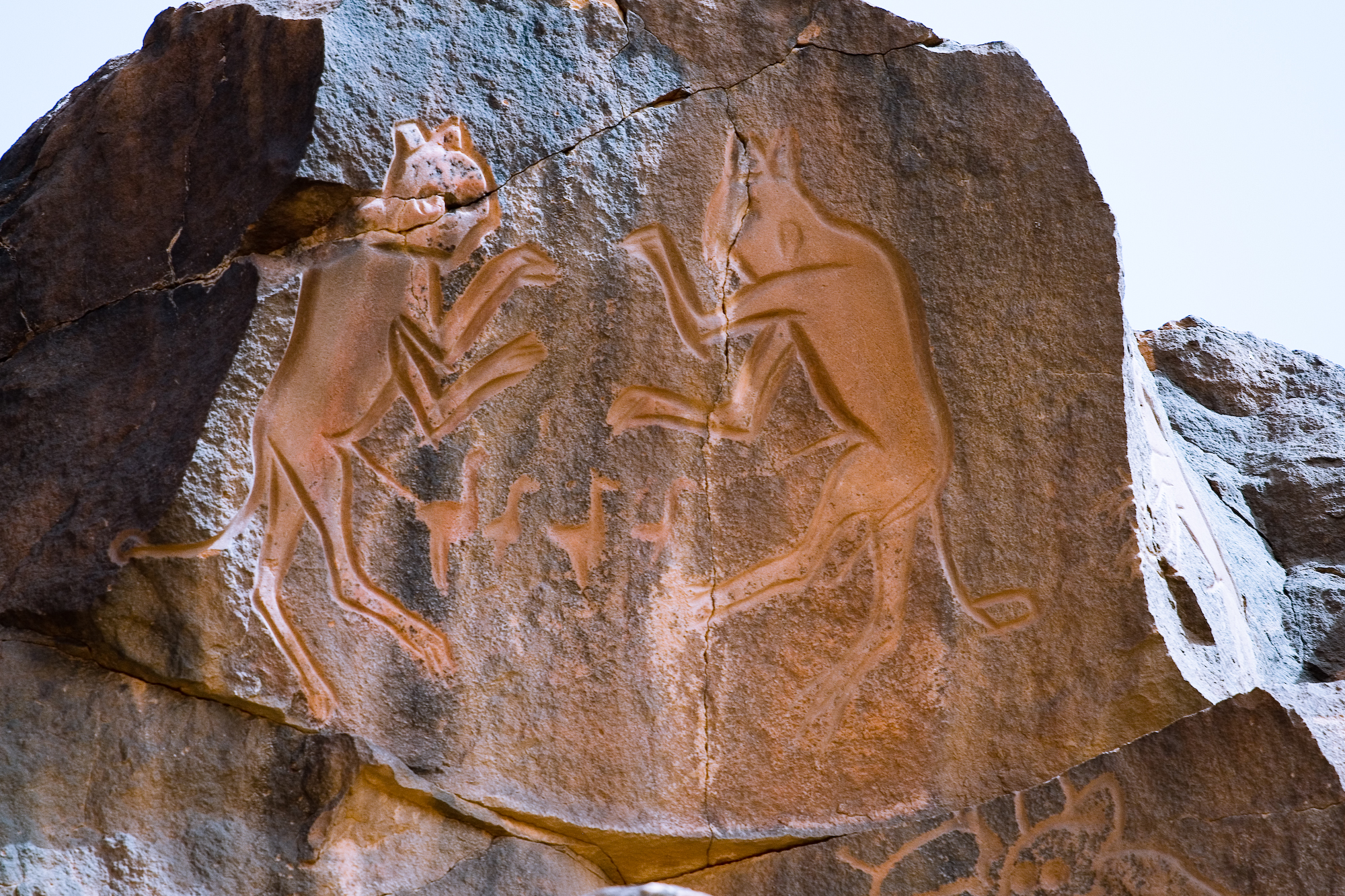
منحوتات الميركات في وادي ماثندوس في منطقة مسك سطافت.

## أدوات صخرية
إن مساك سطفت مليء بالأدوات الحجرية من العصر البليستوسيني والعصور اللاحقة. قدر مسح حديث للمناطق المختارة عشوائيًا في المنطقة أن كثافة الأداة تصل إلى 75 لكل متر مربع (7.0 / قدم مربع) في الأماكن. استخدم باحثو إدارة الآثار الليبية هذا الرقم لتسمية الجرف بأنه أقدم دليل على بيئة بشرية المنشأ.

## روابط خارجية
- مقالة جامعة كامبردج
- مقالة Phys.org